# Aleksandr Bogdànov
Aleksandr Bogdànov   (Sokółka, 22 d'agost de 1873 - Moscou, 7 d'abril de 1928), nom complet amb patronímic, Aleksandr Aleksàndrovitx Bogdànov, rus: Алекса́ндр Алекса́ндрович Богда́нов, nom real Aleksandr Aleksàndrovitx Malinovski, rus: Александр Александрович Малиновский (altres pseudònims són Vérner, rus: Ве́рнер, Maksímov, rus: Макси́мов i Riadovoi rus: Рядово́й, fou un científic, enciclopedista, pensador revolucionari utòpic i escriptor de ciència-ficció rus.
Fou una figura clau de la primera història del Partit Obrer Socialdemòcrata Rus (RSDRP, posteriorment Partit Comunista de la Unió Soviètica [PCUS]), fundat originalment el 1898 i de la seva facció bolxevic. Bogdànov va cofundar els bolxevics el 1903, quan es van dividir amb la facció menxevic. Va ser rival entre els bolxevics amb Vladímir Lenin (1870-1924), fins a ser expulsat el 1909. Arran de les revolucions russes de 1917, quan els bolxevics van arribar al poder en el col·lapse de l'Imperi Rus, durant la primera dècada de la posterior Unió Soviètica als anys vint, fou un opositor influent del govern bolxevic i Lenin des d'una perspectiva d'esquerra marxista.
Bogdànov va rebre formació en medicina i psiquiatria. Els seus amplis interessos científics i mèdics abastaren des de la teoria de sistemes universals fins a la possibilitat de rejoveniment humà mitjançant la transfusió de sang. Va inventar una filosofia original anomenada "tectologia", ara considerada una precursora de la teoria de sistemes. També fou economista, teòric de la cultura, escriptor de ciència-ficció i activista polític. Va ser un dels maquistes russos.

## Biografia

### Abans de la Primera Guerra Mundial
Va néixer com el segon de sis fills del professor del poble A. A. Malinovski, que treballava a Sokółka a la gubèrnia de Grodno de l'Imperi Rus (actualment a Polònia). La família del pare provenia de Vólogda, al nord de Rússia. El 1892, Bogdànov es va graduar al gymnasium de Tula amb una medalla d'or i va començar estudis de física i matemàtiques a la Universitat de Moscou. En la seva autobiografia, Bogdànov explica que, mentre estudiava a la Universitat de Moscou, es va unir al Consell de les Societats Regionals de la Unió, i va ser arrestat i exiliat a Tula a causa d'això.
Expulsat de la Universitat de Moscou, el 1895-1899 va estudiar externament a la facultat de medicina de la Universitat de Khàrkiv. El 1899 es va llicenciar en medicina i va escriure el seu primer llibre filosòfic, "Els elements bàsics d'una visió històrica de la natura", rus: Основные элементы исторического взгляда на природу. El mateix any va ser arrestat, va passar sis mesos a la presó de Moscou, i després va ser enviat a Kaluga, on va conèixer Anatoli Lunatxarski i va dirigir un cercle d'exiliats polítics. Juntament amb Lunatxarski, va ser expulsat de Kaluga durant 3 anys a Vólogda, on va treballar com a metge en un hospital psiquiàtric. Un dels pacients de Bogdànov fou Nikolai Berdiàiev:
| «                                                                                   | La meva relació amb A. Bogdànov era curiosa <...> A. Bogdànov era una persona molt bona, molt sincera i dedicada de bon grat a la idea, però per tipus era completament aliè a mi. Aleshores ja era considerat un "idealista", imbuït de qüestions metafísiques. Per a A. Bogdànov, aquest era un fenomen completament anormal. En la seva especialitat original, era psiquiatre. Al principi sovint venia a veure'm. Em vaig adonar que em plantejava sistemàticament preguntes estranyes, com em sento als matins, què és el somni, quina és la meva reacció a això o això i similars. Va resultar que considerava la propensió a l'idealisme i la metafísica un signe d'un trastorn mental inicial, i volia determinar fins a quin punt això havia arribat en mi. | » |
| — Nikolai Berdiàiev: Самопознание (Опыт философской автобиографии) (1940, ed. 1949) | |   |

A la tardor de 1903, es va incorporar als bolxevics i al final de l'exili, a principis de 1904, Bogdànov es va dirigir a Suïssa, on al febrer, a Ginebra, va conèixer Lenin, amb qui es va apropar a les qüestions polítiques, tot i que Lenin era crític amb les seves idees filosòfiques. Juntament amb Lenin, centrat en la creació del seu partit, en aquell moment no hi havia persones que tinguessin habilitats creatives, tret de Vàtslav Vorovski. Bogdànov també va prometre atreure diners a la caixa bolxevic, establir relacions amb Maksim Gorki, atreure Anatoli Lunatxarski, casat amb la germana de Bogdànov, i Vladímir Bazàrov al costat de Lenin.
Bogdànov va ser arrestat de nou el 3 de desembre de 1905 i retingut a la presó fins al 27 de maig de 1906. Després de la seva posada en llibertat, es va exiliar a Béjetsk durant tres anys. Amb tot i això, va obtenir permís per passar el seu exili a l'estranger, i es va unir a Lenin a Kokkola, Finlàndia. Durant els següents sis anys, Bogdànov va ser una de les figures més importants entre els primers bolxevics, superat només per Vladímir Lenin en influència. El 1904-1906, va publicar tres volums del tractat filosòfic Empiriomonizm ("Empiriomonisme"), en el qual intentava fusionar el marxisme amb la filosofia d'Ernst Mach, Wilhelm Ostwald i Richard Avenarius. La seva obra després va afectar diversos teòrics marxistes russos, entre ells Nikolai Bukharin. El 1907, va ajudar a organitzar el robatori bancari de Tiflis el 1907 amb Lenin i Leonid Krassin.
Després del fracàs de la Revolució Russa de 1905, Bogdànov va dirigir un grup dins dels bolxevics («ultimatistes» i «otzovistes») que exigien la retirada dels diputats del POSDR de la Duma, i va competir amb Lenin pel lideratge bolxevic. Amb la majoria de dirigents bolxevics donant suport a Bogdànov o indecisos a mitjans de 1908, les diferències es van tornar irreconciliables i Lenin es va concentrar en soscavar la reputació de Bogdànov com a filòsof. El 1909 el futur líder soviètic publicaria un llibre amb una crítica mordaç titulada Materialisme i empirocriticisme, on atacava la posició de Bogdànov i l'acusava d' «idealisme filosòfic».
El juny de 1909, Bogdànov va ser derrotat per Lenin en una mini-conferència bolxevic a París organitzada pel consell editorial de la revista bolxevic Proletari. L'atac de Lenin contra Bogdànov va enfadar un nombre creixent de bolxevics, inclosos els seus propers partidaris Aleksei Ríkov i Lev Kàmenev.
Tanmateix, va ser expulsat de la facció bolxevic i es va unir al seu cunyat Anatoli Lunatxarski, a Maksim Gorki i a d'altres otzovistes a l'illa de Capri (Itàlia), on van començar una escola per als treballadors d'una fàbrica russa. El 1910 Bogdànov, Lunatxarski, Mikhaïl Pokrovski i els seus seguidors es van traslladar a l'escola de Bolonya, on van continuar impartint classes fins al 1911, mentre Lenin i els seus partidaris endegaven una escola rival als afores de París. Bogdànov va trencar amb els «otzovistes» en aquest mateix any i va abandonar les activitats revolucionàries. Després de sis anys d'emigració política a l'Europa Occidental, va decidir tornar a Rússia el 1914, arran de l'amnistia política declarada pel tsar Nicolau II com a part de les festes relacionades amb el tricentenari de la dinastia Romànov.

### Després de la Primera Guerra Mundial
Bogdànov va servir en la Primera Guerra Mundial com a metge militar en un hospital i no va exercir cap paper en la caiguda de l'Imperi Rus. Després que els bolxevics prenguessin el poder l'octubre de 1917, va refusar formar part de la celebració general i va denunciar que el nou règim era similar al govern despòtic i arbitrari d'Aleksei Araktxèiev a la dècada del 1820. Entre 1913 i 1922 va estar immers en la redacció d'un ampli tractat filosòfic, titulat Tectología: L'organització universal de la ciència, rus: Тектология — Всеобщая организационная наука, en el qual es van anticipar moltes de les idees bàsiques de l'anàlisi de sistemes, més tard explorats per la cibernètica. El 1918 es va convertir en professor d'economia de la Universitat Estatal de Moscou i director de la recentment establerta Acadèmia de Ciències Socials de l'URSS.
Entre 1918 i 1920 va ser el fundador i líder teòric del moviment artístic proletari conegut com a Proletkult. En les seves lectures i articles invocar la destrucció total de la "vella cultura burgesa" a favor d'una "cultura proletària pura" per al futur Al principi el Proletkult, com altres moviments culturals de tall radical de l'època, va tenir suport financer de les autoritats bolxevics, però a partir de 1919 la direcció bolxevic es va tornar hostil i l' 1 de desembre de 1920 el diari Pravda va publicar un article on denunciava Proletkult com una organització petit-burgesa que operava fora de les institucions soviètiques i, per tant, era un refugi per a "elements socialment estranys". Posteriorment, aquell mateix mes, el president de Proletkult va ser destituït i Bogdànov va perdre la seva cadira al Comitè Central del PCUS. Es va retirar de l'organització per complet un any més tard.
A l'estiu de 1923 la policia secreta soviètica el va arrestar per sospita de pertànyer al grup Rabotxaia Pravda, rus: Рабочая Правда ("La veritat dels treballadors") que estava sent investigat en aquell moment. Va demanar ser entrevistat per Fèliks Dzerjinski, a qui va explicar que, tot i compartir diversos punts de vista amb Rabotxaia Pravda, no tenia cap associació formal amb ells. El 13 d'octubre va ser alliberat, després d'estar detingut cinc setmanes.

### Mort
El 1924 va començar amb els seus experiments de transfusió sanguínia, aparentment amb l'esperança d'aconseguir l'eterna joventut o almenys un rejoveniment parcial.
| « | ... hi ha totes les raons per creure que la sang jove, amb els seus materials extrets de teixits joves, pot ajudar un cos envellit en la seva lluita al llarg les línies per les quals ja ha patit una derrota, és a dir, per les quals precisament "envelleix". | » |

La germana petita de Lenin, Maria Uliànova, fou les moltes persones que es van oferir voluntàries per formar part dels experiments. Després de sotmetre's a 11 transfusions de sang, Bogdànov va observar amb satisfacció la millora de la seva vista, la detenció del seu calvície i altres símptomes positius. El revolucionari Leonid Krassin va escriure a la seva esposa que « Bogdànov sembla tenir 7, no, 10 anys menys després de l'operació ». La teoria de Bogdànov va rebre suports al més alt nivell: per ordre de Stalin, es va crear el primer Institut d'Hematologia del món, i el mateix Bogdànov es va convertir en el seu director.
El 1928 va perdre la vida com a resultat d'un dels seus experiments, quan se li va injectar en una transfusió la sang d'un estudiant que patia de malària i tuberculosi. Alguns acadèmics, com Loren Graham, han especulat que la seva mort podria haver estat un suïcidi, ja que Bogdànov va escriure una carta política crítica poc abans del seu últim experiment, mentre que altres ho atribueixen a la incompatibilitat sanguínia, qüestió poc entesa en l'època.
A la cerimònia fúnebre, Nikolai Bukharin feu un parlament. El cos de Bogdànov, segons la tradició habitual, fou incinerat i el seu cervell va ser traslladat, per al seu estudi, a l'Institut del Cervell., Una urna amb les seves cendres va ser enterrada al columbari del cementiri de Novodévitxi.

## Obres i teoria
Bukharin escrigué a l'obituari de Bogdanov que va tenir una importància extraordinària per al desenvolupament del Partit, que fou un dels més eminents teòrics del Partit, que fou l'home més culte de l'època de la revolució bolxevic i que molts devien la seva cultura a la lectura de les seves obres.
A més de ser un líder revolucionari, fou un influent intel·lectual, filòsof i exegeta de l'obra de Karl Marx, economista, metge i investigador, a més de novel·lista i polemista. Se li deu la primera traducció en llengua russa del Capital de Marx.

### Teoria de l'organització política
El pensament polític de Bogdànov s'expressa de manera orgànica en la "plataforma" del grup Vpered. En realitat és un document pràctic que explica analíticament com s'hauria d'organitzar el partit. Després del Què fer? de Lenin era el text més profund sobre l'organització de l'agitació i la propaganda.
En primer lloc, es confirma la idea bolxevic que el partit està constituït només per l'avantguarda conscient i organitzada del proletariat. També es constata que, després de la Revolució de 1905, els intel·lectuals van abandonar el Partit. D'altra banda, la "plataforma" vol que el proletariat aprengui a dirigir el seu propi moviment. Per tant, cal una feina a diversos nivells: cal formar quadres de partit, cal preparar treballadors activistes i cal educar les masses treballadores
.
La formació d'activistes està confiada als cercles de propaganda locals que, amb cursos d'uns mesos preparen, agitadors especialitzats per a propagandistes de fàbriques, campanyes o editors de diaris locals: els ensenyen els fonaments de l'economia política i el socialisme científic, però també tècniques d'organització i d'agitació. Els que estiguin destinats a ensenyar en cercles de propaganda, al seu torn, també han d'ésser instruïts en cercles de propagandistes, on ensenyen quadres de partit.
La tasca d'educar les masses, atesa la seva il·legalitat i, per tant, la seva clandestinitat, s'ha de desenvolupar sobretot per escrit, en particular a través del diari clandestí local. El diari haurà de publicar les notícies locals recollides a través dels treballadors de les diverses fàbriques, però també les novetats internacionals obtingudes a través de les biblioteques, així com literatura d'entreteniment. Si el diari local no es pot organitzar, la propaganda s'ha de fer mitjançant opuscles i fulletons.
Al seu torn, els millors estudiants dels cercles de propaganda han de ser enviats a l' «escola superior socialdemòcrata d'agitació» per formar els nous quadres d'extracció treballadora. La primera d'aquestes escoles es va obrir a Capri (agost-desembre de 1909) i a Bolonya (novembre de 1910 a març de 1911).
L'elaboració dels programes es fa de manera que comença des de baix. Per tant, es comença amb qüestionaris formulats per les organitzacions locals als treballadors per conèixer les seves necessitats, i després es produirà una reelaboració a nivell de conferències regionals i finalment del Comitè Central. L'objectiu final és educar el proletariat per organitzar-se en un moviment revolucionari.
Per tant, la "plataforma" critica les actituds autoritàries i intolerants (amb una gens dissimulada referència a Lenin) que condueixen a l'hàbit de no qüestionar l'autoritat dels màxims dirigents del Partit: tot això és negatiu per a les masses que, en comptes d'això, han d'aprendre a autogovernar-se.

### Teoria de la cultura proletària
Bogdànov fou també un influent teòric de la cultura proletària. El 1910 va escriure el manifest programàtic Tasques culturals del nostre temps, en el qual esperava el naixement d'una nova intel·liguèntsia sorgida de les files del proletariat i proposava la creació d'una enciclopèdia proletària, que havia d'assolir la tasca d'unificació cultural com havia fet l'Encyclopédie dels il·luministes a l'hora de preparar la Revolució Francesa.
Va donar suport amb força al moviment Proletkult, que ell mateix havia ajudat a desenvolupar en l'època de l'escola de Capri, que tenia com a objectiu la destrucció total de la "vella cultura burgesa" a favor d'una "pura cultura proletària". De fet, l'objectiu de Bogdànov no era només formar quadres de partit efectius, sinó sobretot educar socialistes conscients, ja que la revolució només és possible si els treballadors en són conscients, i l'hegemonia política pressuposa l'hegemonia cultural.
Bogdanov no acceptava la idea marxista que la cultura seria una mera "superestructura" respecte a l'economia. La visió bogdanoviana era més dialèctica: pensava que la cultura, la ideologia, consistia en l'organització de les classes socials i la producció. Així, la cultura està determinada pel tipus d'organització econòmica de la societat, però també és cert que s'hi retroalimenta, perquè la ciència i la tecnologia determinen les tècniques de producció, que al seu torn creen classes socials. Per tant, la cultura és necessària en la mesura en què la vida econòmica i una societat sense cultura no podrien viure.
La cultura proletària comença a la vida diària en família i al partit. En ambdues institucions, Bogdànov deplorava els residus de l'autoritarisme: dels marits envers les mullers, dels pares envers els fills, dels dirigents del partit envers els seus membres.
Tot i això, l'ambició de Bogdànov era desenvolupar una filosofia proletària, una ciència proletària i un art proletari. Tanmateix, no hauria d'haver estat una qüestió de disciplines separades, ja que la separació era pròpia de la cultura burgesa, sinó d'una cultura unificada: els mètodes de recerca de les diverses disciplines haurien d'haver estat aclarits per descobrir els elements que les unifiquen.
La cultura és l'organització de les relacions tècniques de producció (relació entre l'home i la natura) i econòmiques (relacions entre homes). És la cultura que forma les classes socials, ja que és consciència de les relacions de producció. I Bogdànov precisa que la divisió en classes no és només un fet econòmic, sinó cultural, ja que cada classe desenvolupa la seva pròpia ideologia.
La tasca d'elaborar la consciència de classe només la pot fer la classe treballadora, basada en la seva pròpia experiència, i no pot ser proporcionada al proletariat per la intel·liguèntsia petitburgesa dels funcionaris del partit, definida per ell com a "corbs blancs", com passa, en canvi, en el model leninià..

### Filòsof: l'Empiriomonismei laTectologia
La primera obra filosòfica de Bogdànov, publicada entre 1904 i 1906, fou Empiriomonisme, rus: Эмпириомонизм, en tres volums. Era sobretot una teoria general de la societat col·lectivista, com a sistema propi de l'època industrial, que tenia com a objectius polèmics tant l'individualisme com l'autoritarisme.
Els temes van ser recollits a la Ciència de la consciència social, rus: Наука об общественном сознании, publicada el 1914 i reimpresa diverses vegades perquè es va utilitzar com a text a les escoles del partit. La indústria ha fet que els treballadors deixin de ser mers executors, i passin a ser controladors de màquines i, per tant, que es converteixin també en tècnics. A la fàbrica capitalista, però, les decisions només les prenen els empresaris, sense consultar els treballadors. La construcció de màquines autoregulades serà l'etapa final de la industrialització i permetrà minimitzar la diferència entre enginyers i treballadors, i portarà a una societat realment igualitària. El resultat del col·lectivisme i la igualtat serà el final de la lluita de classes i l'harmonia social.
L'obra més original i important de Bogdanov és la Tectologia: ciència organitzativa universal (ciència general de l'organització o ciència de les estructures), rus: Тектология: всеобщая организационная наука en la qual va intentar una teoria general de la natura com a formulació dels principis organitzatius subjacents a l'estructura de tots els sistemes vius i no vius. La proposta de Bogdànov consisteix en la fundació d'una nova ciència universal, en la qual unificar totes les ciències socials, biològiques i físiques, considerades com un sistema de relacions a investigar a la recerca dels principis organitzatius fonamentals de cada sistema. El treball, publicat entre 1912 i 1917, preveia alguns aspectes de la cibernètica durant molts anys, I va ser utilitzat en el processament de patrons matemàtics utilitzats per als sistemes de planificació econòmica de l'URSS en els anys vint. La idea bàsica és que tota activitat humana és organització: organització de la natura, organització de forces humanes, organització de l'experiència. La "tectologia" té la tasca de concebre totes les ciències com a eines per a l'organització de l'activitat laboral col·lectiva.
En la societat planificada per Bogdànov, en realitat, ja no hi haurà necessitat de filosofia, perquè un cop elaborada la ciència monista, és a dir, unificant, això unificarà les diverses disciplines.

### Desacords amb Lenin i Plekhànov en l'exegesi de Marx
El pensament de Bogdànov intenta superar l'esquematisme positivista engelsià, i proposa un materialisme dialèctic d'acord amb els descobriments científics més recents i amb la filosofia empiriocrítica d'Ernst Mach i de Richard Avenarius.
Contra aquest explícit allunyament del marxisme ortodox, Plekhànov va atacar Bogdanov a La crítica dels nostres crítics, on l'acusava d'esser un seguidor de Mach en lloc de Marx, i argumentava que la filosofia de Bogdànov era la de tots els bolxevics.
Bogdànov es va defensar observant que ell ja no era un seguidor de Mach, en la mesura en que el mateix Plekhànov no ho fos de D'Holbach,, en referència al text principal de Plekhànov, La concepció materialista de la història.
Lenin inicialment havia admès que no era un expert en filosofia. Posteriorment, per evitar l'equació duta a terme pels menxevics entre el bogdanovisme i el bolxevisme, va publicar el famós libel Materialisme i empiriocriticisme, on repetia els arguments de Plekhànov.
Bogdànov respongué amb el pamflet Fe i ciència, en què contestava per primer cop la incorrecció de Lenin, que li atribuïa a ell i a Mach idees diferents de les que propugnaven en realitat.. També destacava les incongruències i les concepcions parareligioses de Lenin (el veritable objecte de la disputa era la teoria de la reflexió que Bogdànov i altres filòsofs marxistes van demostrar que era una deformació del marxisme per part de Plekhànov, i consentida per Lenin).

### Novel·lista de ciència-ficció

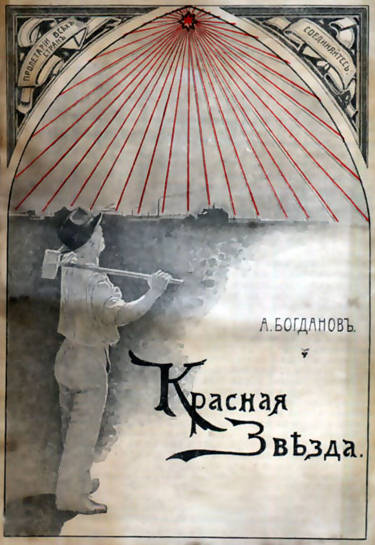
L'estrella roja, portada de l'edició del 1908

Bogdanov també va ser el més important escriptor de ciència-ficció russa abans de la revolució amb dues novel·les: L'estrella roja (rus: Красная звезда Kràsnaia zvezdà, 1908), que va tenir un gran èxit i la seqüela va ser L'enginyer Menni (rus: Инженер Мэнни Injener Menni, 1912) ambientat en un planeta Mart des de la societat socialista utòpica.
L'estrella roja fou un gran èxit editorial, i se n'imprimiren centenars de milers d'exemplars. A la novel·la es prefigura una societat extraterrestre on finalment s'ha realitzat un socialisme perfecte, i és de fet una descripció precisa i popular de la teoria bogdanoviana de l'organització. Es descriuen les diverses fases de la vida humana en la societat ideal: educació, família, alimentació, vellesa, malaltia, mort.
L'organització harmònica de la societat col·lectivista es deu a una planificació eficient que basa les seves decisions en un aparell estadístic capil·lar, que registra totes les dades econòmiques i, després d'haver-les processat, indica a les fàbriques les quantitats a produir, als aturats en quina fàbrica trobar feina, etc., però deixant tothom lliure per triar. Les dades entrants i sortints es transmeten mitjançant senyals elèctrics.
La novel·la també conté diverses referències tant a la teoria de la tecnologia com a les tecnologies per a la realització de transfusions de sang.

## Obres publicades (selecció)

### No ficció
- Познание с Исторической Точки Зрения (El coneixement des del punt de vista històric) (Sant Petersburg, 1901)
- Эмпириомонизм. Статьи по философии (Empiriomonisme: Articles sobre filosofia) 3 volums (Moscou, 1904–1906)
- Культурные задачи нашего времени (Les tasques culturals del nostre temps). - 1a edició. Moscou, 1911, editorial “S. Dorovatovski i A. Txaruixnikov".
- Философия живого опыта. Популярные очерки (Filosofia de l'experiència viva. Assaigs populars) (San. Petersburg, 1913)
- Тектология — Всеобщая организационная наука (Tectologia: ciències organitzatives generals) Berlín - Sant Petersburg, 1922. (Reimpressió: en 2 llibres. - M.: “Ekonomia”, 1989.)
- Автобиография (Autobiografia) a Entsiklopeditxeskii slovar, XLI, pp. 29–34 (1926)
- Год работы Института переливания крови (Annals de l'Institut de transfusió sanguínia) (Moscou 1926-1927)

### Ficció
- Красная звезда (L'estrella roja) (Sant Petersburg, 1908).
  - Estrella roja (edició en català). Sembra Llibres, 2022. Traducció de Laia Perales Galán. ISBN 9788416698820
- Инженер Мэнни (L'enginyer Menni) (1a ed., Moscou, 1912). Editorial "S. Dorovatovski i A. Txaruixnikov ". M., 1922.